# Marie Casimire Louise de la Grange d'Arquien
Maria Kazimiera d'Arquien född Marie Casimire Louise de la Grange d'Arquien i Nevers 1641, död 1716 i Blois, känd i Polen som Maria Kazimiera eller, främst, som Marysieńka, var Polens drottning 1674-96. Hon var politiskt aktiv och fungerade som makens rådgivare.  

## Biografi
Marie Casimire var dotter till den fattiga franska markisen Henri Albert de la Grange d'Arquien och Francoise de la Châtre. 

### Tidigt liv
Hon kom till Polen med sin mor, som var hovdam åt drottningen, Lovisa Maria Gonzaga, år 1645. Hon ryktades vara utomäktenskaplig dotter till drottningen, men det har aldrig framkommit några bevis om den saken. Hon återvände till Frankrike 1648, där hon utbildades i klosterskola, och kom tillbaka till Polen 1653, där hon 1656 blev drottningens hovdam. 
Hon blev gift med Jan "Sobiepan" Zamoyski, guvernör i Sandomierz, på grund av hans rikedom i ett äktenskap arrangerat av drottningen år 1658, trots att hon var förälskad i Johan III Sobieski. Hon fick fyra barn under sitt första äktenskap som alla dog. Då hon blev änka 1665 gifte hon om sig med Sobieski; först i en hemlig ceremoni, sedan i en offentlig. Äktenskapet var även ett kärleksförhållande, vilket var ovanligt under denna tid, och deras relation blev mycket lycklig. Paret fick tretton barn.    

### Drottning
Hennes man valdes 1674 till kung 1674 med hennes assistans, sedan hon hade arbetat hårt för hans kandidatur. Hon kröntes 1676. 
Hon var politiskt aktiv som makens rådgivare. Hon gav sitt stöd till den fransk-polska alliansen och verkade för franska intressen i Polen i utbyte mot fördelar för sin egen familj från franska staten. En förutsättning för hennes inflytande var en absolut monarki, som hon starkt stödde. Både hennes pro-franska politik och hennes stöd för absolut monarki gjorde henne impopulär bland den polska adeln, som utan framgång protesterade mot att hennes make lät henne delta i politiken och närvara vid regeringssammanträden. 
Ludvig XIV av Frankrike önskade på 1670-talet sluta en allians med Polen, Sverige och Osmanska riket, och engagerade Marie Casimire på uppmaning av den franska ambassadören, som sade att hon var den enda som kunde övertala sin make. Hon gick med på saken, och ett hemligt avtal slöts 11 juni 1675, kompletterat med ett fördrag mellan Polen och Sverige 1677.
Hennes täta samarbete med Frankrike avbröts när Polen slöt en militärallians mot Osmanska riket. Efter 1678 vände hon sig från Frankrike på grund av att Frankrike inte hade uppfyllt löftet att göra hennes far till fransk pär och för att hon var oroad över turkarnas hot mot Europa. 
Hon lät 1679 mot franska ambassadörens önskan underrätta sig om kejsarens önskan till en allians med Polen genom sin egen agent Malgorzata Korowska, och kunde 1 april 1683 slutligen framgångsrikt arrangera ett alliansfördrag mellan Polen och kejsaren. Den franska ambassadören tillskrev själv henne för att ha åstadkommit hennes makes militära undsättning av Wien mot turkarna.
1684 genomdrev hon att maken anslöt sig till heliga alliansen. Under hans kampanjer och frånvaro i Valakiet och Moldavien fungerade Marie Casimire som regent i hans frånvaro.
Det var hon  personligen som i förhandlingar med franska ambassadören förhandlade Polens anslutning till den nordliga allians som återställde relationerna mellan Polen, Frankrike och Sverige i september 1692. 
Hon samarbetade sedan i nära relation med Frankrikes ambassadörer i Polen om frågorna inom den nordliga alliansen och fredsfördraget med Osmanska riket. 
Marie Casimire kommenterade själv sitt stora politiska inflytande i retrospektiv i ett brev efter sin makes död med orden:
"Jag bär bördan av alla frågor i min hand, eftersom min framlidna make älskade mig mer än jag förtjänade. Därför, gjorde han allt som behagade mig och som jag godkände, eftersom han ansåg mig vara smartare än vad jag är".

### Senare liv
År 1696 avled maken. Hon lämnade Polen 1699 och bosatte sig i Palazzo Chigi-Odescalchi i Rom. I Rom levde hon med sitt eget hov. Hon tog emot påven som gäst, och agerade beskyddare för musiker och konstnärer. Hon reste senare till Frankrike, men nekade till att bli emottagen som drottning i Versailles. Hon avled i Blois.

## Eftermäle
Paret är berömda för den brevväxling de förde under makens frånvaro, bland annat under 1675-76 och 1683. Breven ses som en viktig historisk källa, då de beskriver allt från politik till hushållsbestyr. Det är från brevsamlingen hennes smeknamn Marysienka är känt.